# Nissan Patrol

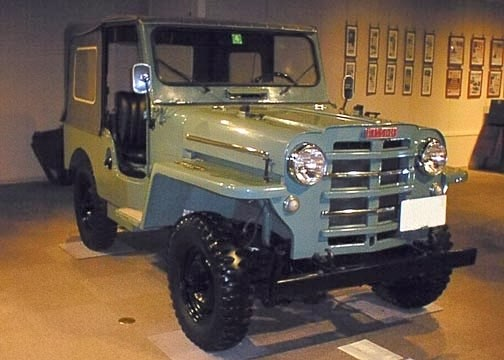
Datsun 4W61 pierwszej generacji

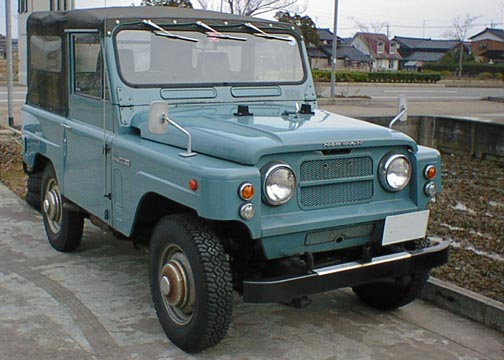
Nissan Patrol drugiej generacji z 1971

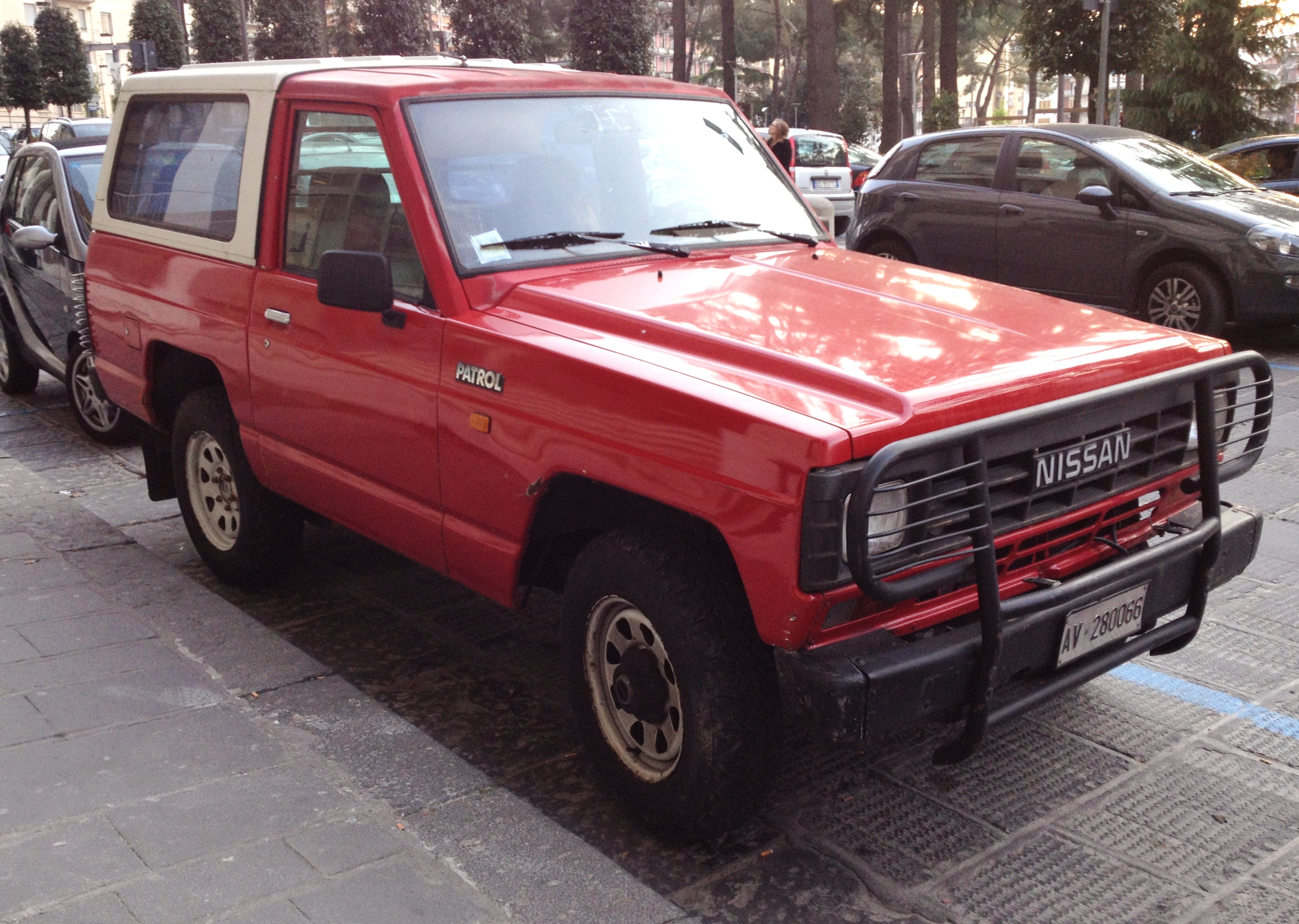
Nissan Patrol trzeciej generacji

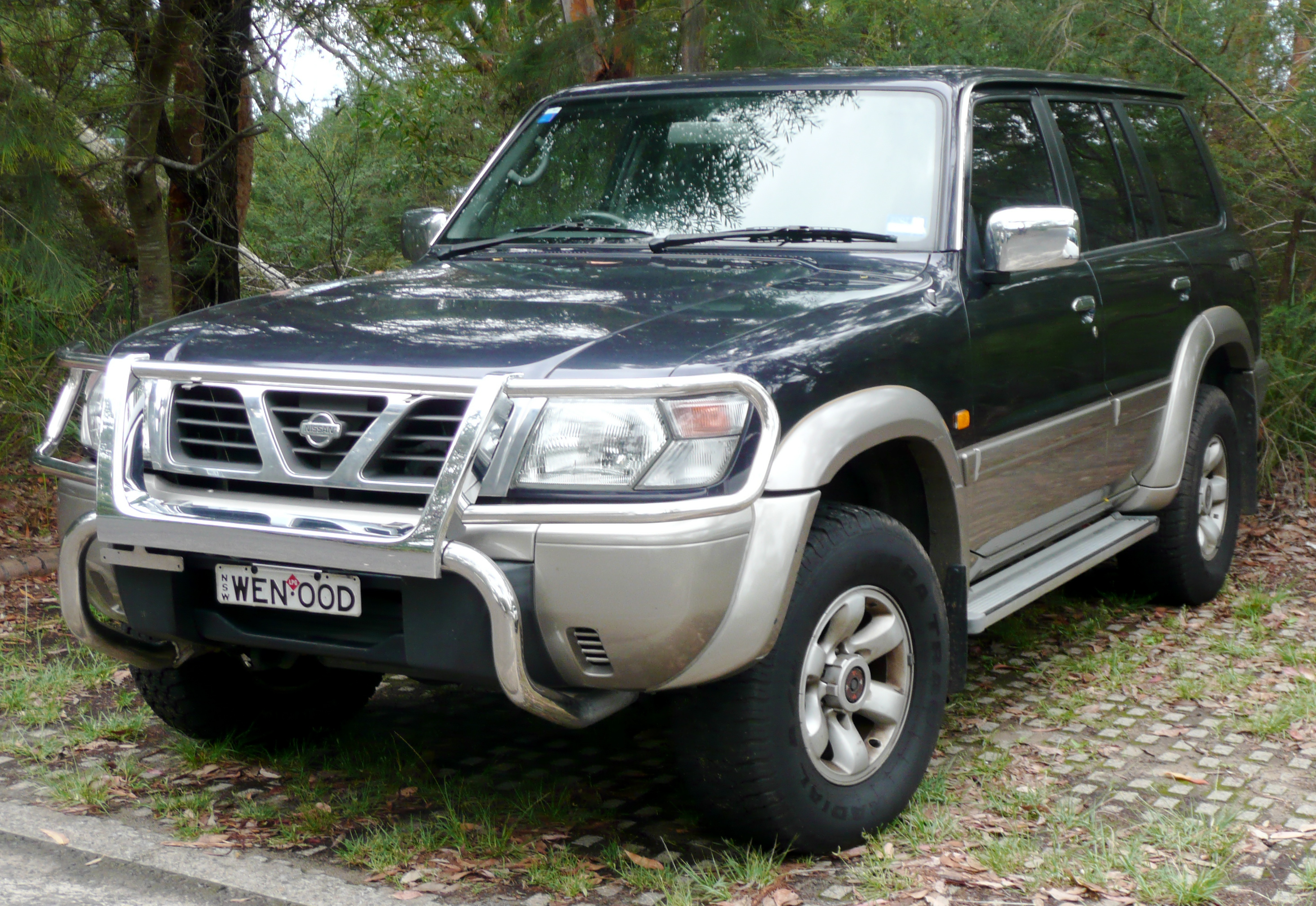
1997-2000 Nissan Patrol (GU) Ti 4.5i

Nissan Patrol – sztandarowy model terenowy japońskiej marki, istnieje na rynku od 1951, kiedy to pojawił się na zamówienie armii. Model jest zaliczany do najbardziej niezawodnych samochodów terenowych.

## Historia modelu

### 1951 – Datsun 4W60
Kiedy powstał pierwszy lekki samochód terenowy 4x4 pod nazwą Datsun jego przeznaczeniem było użytkowanie przez wojsko. Oznaczony jako 4W60, konstrukcja (jak wszystkie z tego okresu) przypominała Jeepa Willysa. Pojazd nie posiadał drzwi ani tylnej klapy. Pierwsze terenówki napędzane były 3,6 litrowym silnikiem benzynowym o mocy 85KM. Istniały odmiany: 4W60, 61, 65, 66.

### 1958 – Datsun 4W66
W  1958 roku powstaje zmodernizowana wersja pod nazwą 4W65 oraz dłuższa 4W66. Pod maskę włożono benzynowy silnik P6 - sześciocylindrowy benzynowy o pojemności 3956cm3 i mocy 105KM. Model ten otrzymał również plandekę oraz drzwi, a w długiej wersji w pełni zamkniętego nadwozia z dwiema ławkami bocznymi.

### 1960 – Datsun Patrol 60
Na potrzeby rynku cywilnego powstaje Patrol 60. Jest pierwszym modelem produkowanym pod nazwą "Patrol". Konstruowany jest w dwóch wersjach: G6 oraz VG6 mieszczącym 8 osób. Nastąpiło sporo zmian konstrukcyjnych - zmienił się kształt nadwozia, zmieniły się błotniki zastąpione przez pełne nadkola. Zawieszenie stanowiły półeliptyczne resory piórowe, amortyzatory teleskopowe oraz belka stabilizująca. Napęd dla Patrola stanowił czterolitrowy, sześciocylindrowy silnik benzynowego o mocy 125KM. Przeniesiono napęd, skrzynię biegów oraz dwustopniowy reduktor z możliwością załączania napędu na 2 i 4 koła. W 1965 roku po modernizacji Patrol otrzymał silnik o mocy 145 KM. W 1968 roku powstaje najdłuższa wersja podwozia o rozstawie osi 2,8m, na podwoziu, na którym wytwarzano pickupa.

### 1980 – Datsun Patrol MQ - seria 160
W 1980 roku powstaje całkowicie nowa wersja Patrola - 160. Nowy model zastępuje stary model 60, który wycofany zostaje z produkcji. Nowy, występujący pod nazwą Patrol MQ lub Safari, samochód swoją kwadratową sylwetką odbiega od poprzednika. Wyposażony został w mocniejszą ramę, nowocześniejsze silniki i wzmocnione napędy. Zastosowany układ napędowy ma dołączany napęd przedniego mostu. Piasty kół przednich dysponują sprzęgłami rozłączającymi, które mogą być sterowane ręcznie lub automatycznie w zależności od modelu. Konstrukcja zawieszenia oparta jest na sztywnych mostach napędowych przymocowanych do ramy za pomocą półeliptycznych resorów piórowych, a reduktor i skrzynia biegów zasłonięta jest od spodu osłoną z blachy duraluminiowej. Nowy Patrol występuje w dwóch rozmiarach - 2380 i 3000 mm, w krótkiej, 3 drzwiowej i długiej, 5 drzwiowej odmianie, oraz jako długi i krótki pickup. Do wyboru są trzy silniki. Benzynowy o pojemności 2752 cm3, wysokoprężny SD33 o pojemności 3245 cm3, mocy 95KM oraz jego wersja doładowana SD33T, o mocy 110KM.

### 1984 – Nissan Patrol MQ - seria 160
W roku 1984 przeprowadzono modernizację Patrola 160. Zmieniono kształt reflektorów oraz zmieniono również markę. Od tego czasu obowiązuje nazwa Nissan Patrol.

### 1987 – Nissan Patrol GQ - Y60 (GR)
W 1987 roku, w Japonii Nissan zaprezentował nowy, unowocześniony model terenówki Nissan Patrol GR. Samochód wytwarzany był tylko w Japonii. Podstawowa konstrukcja samochodu, a więc konstrukcja nośna i napędy nie uległy znaczącej zmianie w stosunku do modelu 160, zmieniło się natomiast zawieszenie samochodu. Resory piórowe zastąpione zostały sprężynami śrubowymi wspomaganymi przez drążki i wahacze. Zmienił się wygląd samochodu – poszerzono nadkola, dodano elementy plastikowe, zmieniono kraty wlotu powietrza oraz kształt reflektorów. Tylne drzwi z otwieraną poziomo klapą zmieniono na parę drzwi otwieranych na boki. Wnętrze pojazdu stało się bardziej komfortowe i bardziej estetyczne. Nowe zawieszenie umożliwiło bardziej komfortowe podróżowanie nowym Patrolem. Do GR-a trafiły nowe silniki - sześciocylindrowe rzędówki o pojemności 4196 cm3. Dwie jednostki benzynowe: jedna o mocy 170 KM, druga z elektronicznym wtryskiem wielopunktowym o mocy 175 KM i dwie jednostki Diesla: wolnossący o mocy 125 KM i doładowany o mocy 145 KM. Montowano również turbo Diesla o pojemności 2826 cm3, mocy 115 KM (podstawowa jednostka na rynek europejski). Nowa skrzynia biegów o pięciu przełożeniach montowana była do wszystkich wersji silnika, do 4 litrowych przewidziano opcjonalnie czterobiegowy automat. W tylnym moście występował układ różnicowy z LSD lub pełną mechaniczną blokadą dyferencjału.

### 1989 – Nissan Patrol 260
Równolegle z produkcją Patrola GR, Nissan produkował od 1989 zmodyfikowaną wersję Patrola MQ 160. Produkcję odbywała się zakładach Motor Iberia (Hiszpania). Nowy model oznaczony 260, otrzymał skrzynię biegów silnik oraz napędy z modelu GR, zawieszenie natomiast przejęte zostało z modelu 160 - resory piórowe oraz kształt nadwozia. W tylnym moście standardowo montowany jest mechanizm różnicowy o zwiększonym tarciu LSD. Nissan Patrol 260 był produkowany w długiej oraz krótkiej wersji.

### 1997 – Nissan Patrol GU - Y61 (GR)
Patrol Y61 posiada bardziej luksusowy wystrój, lecz jest nadal autem o bardzo dobrych możliwościach terenowych. Nadwozie  wyposażone jest w wiele udogodnień dostępnych w samochodach luksusowych. Tylny most wyposażony jest w stabilizator odłączany elektromechanicznie. W Y61 montowany był czterocylindrowy turbodiesel o pojemności 2953 cm3 z wtryskiem bezpośrednim osiągający moc 158 i 160 KM, znany z poprzedniego GR-a silnik o pojemności 2,8l został wzbogacony o intercooler i osiąga teraz moc 129 i 131 KM (stosowany był w początkowej fazie produkcji modelu Y61 do 1999r.), oraz benzynowe silniki o pojemności 4169 cm3 - 170 KM i 4759 cm3 - 245 KM. Dostępna była również czterobiegowa skrzynia automatyczna.